# Museum Mineralogia München

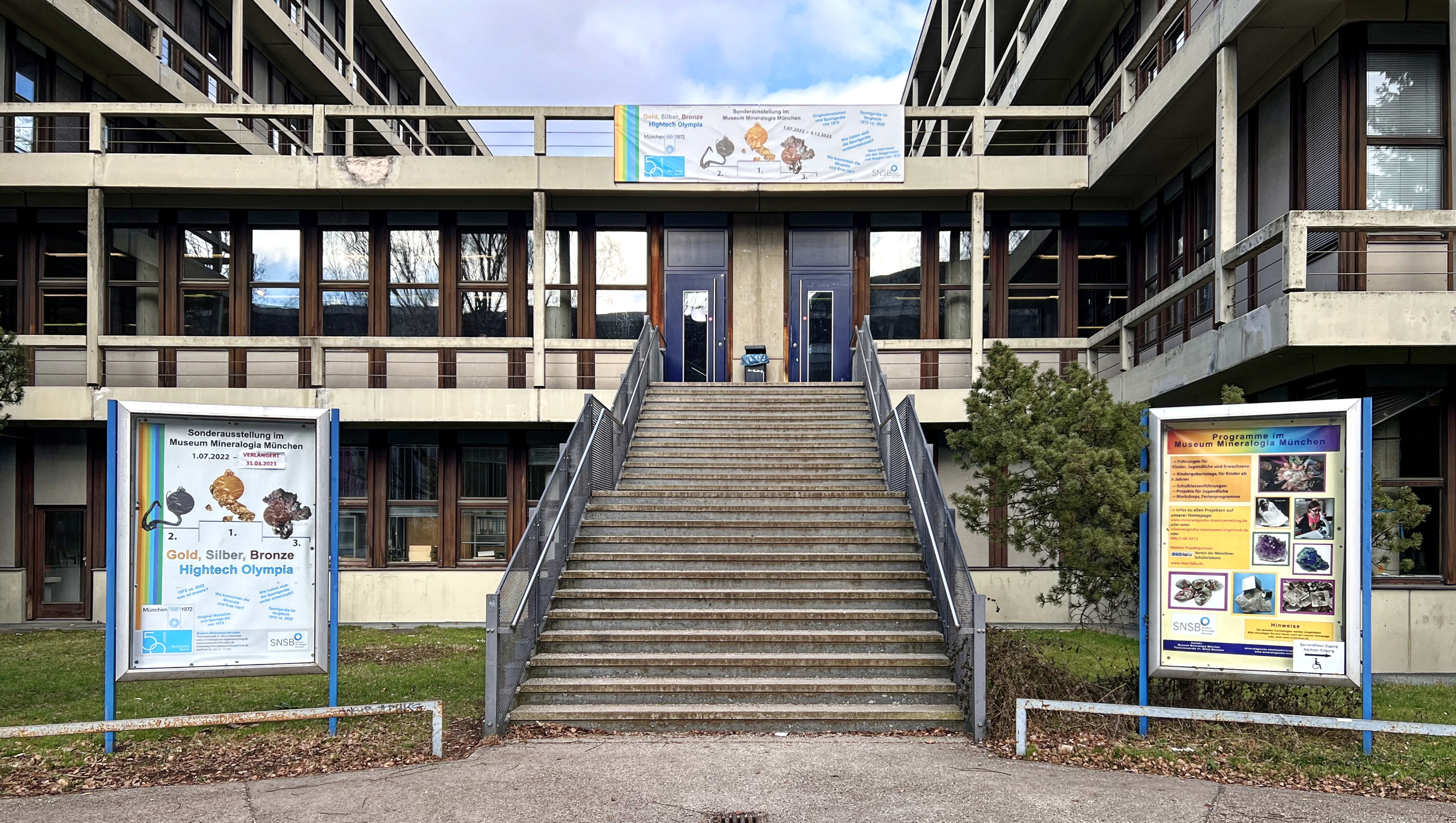
Museum Mineralogia München, 2023

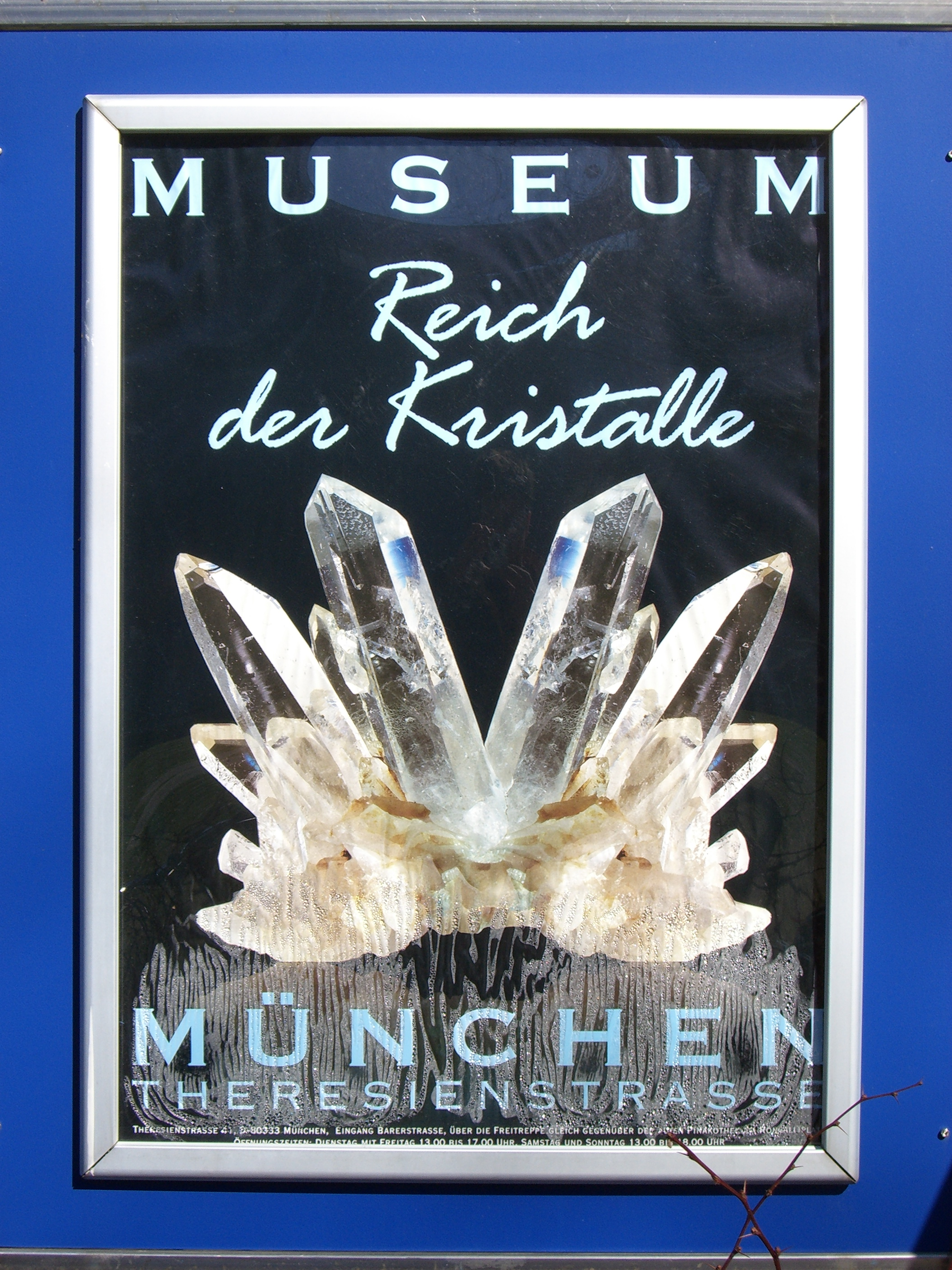
Museumsplakat von früher

Das Museum Mineralogia München (ehemals Museum Reich der Kristalle) ist der öffentlich zugängliche Teil der Mineralogischen Staatssammlung im Kunstareal München.

## Beschreibung
Die Sammlung umfasst 100.000 Exponate, darunter Diamanten, Smaragde und andere Edelsteine. Ferner ist eine Meteoriten-Sammlung zu sehen sowie Quarze aus dem Alpenraum und Minerale aus den bayerischen Erzlagerstätten. 
Paradestücke sind der König-Ludwig-Diamant, der Rubellit-Kristall, der Takowaya-Smaragd und die Hauptmasse des Meteoriten von Mauerkirchen. Die Entstehung und die Eigenschaften der Minerale und Kristalle werden ausführlich dargestellt. Die Sammlung geht unter anderem auf die Leuchtenberg-Sammlung, vorrangig des Nikolaus de Beauharnais, zurück. 
Die Staatssammlung ist eine von insgesamt fünf Forschungseinrichtungen der Staatlichen Naturwissenschaftlichen Sammlungen Bayerns. Das Museum Mineralogia München befindet sich im Kunstareal auf dem Gelände der ehemaligen Türkenkaserne in einem Gebäude der Fakultät für Mathematik, Informatik und Statistik der Ludwig-Maximilians-Universität an der Theresienstraße 41, 80333 München, mit Eingang über die Freitreppe am Marianne-von-Werefkin-Weg.